# Dieffenbachia herthae
Dieffenbachia herthae là một loài thực vật có hoa trong họ Ráy (Araceae). Loài này được Diels mô tả khoa học đầu tiên năm 1938.